# Ophiochasma nitida
Ophiochasma nitida is een slangster uit de familie Ophiodermatidae.
De wetenschappelijke naam van de soort werd in 1927 gepubliceerd door M. Hertz.